# معمر بن الحارث بن قيس
معمر بن الحارث بن قَيْس القرشي السهمي ، هو صحابي ممن هاجر الهجرة الثانية إلى الحبشة مع أخوته الحارث وعبد الله والسائب وبشر وسعيد وأبي قيس.

## نسبه
- هو : مَعْمَر بن الحارث بن قَيْس بن عدي بن سُعَيد بن سَعْد بن سهم القرشي السهمي .[1]
- أخوته :

1. أبو قيس بن الحارث بن قيس بن عدي
2. الحارث بن الحارث بن قيس بن عدي
3. عبد الله بن الحارث بن قيس بن عدي
4. السائب بن الحارث بن قيس بن عدي
5. بشر بن الحارث بن قيس بن عدي
6. سعيد بن الحارث بن قيس بن عدي
7. تميم بن الحارث بن قيس بن عدي[2]
8. حجاج بن الحارث بن قيس بن عدي،[3] وقد هاجروا جميعًا إلى الحبشة .[4]

- انقرض بنو الحارث بن قَيْس بن عَدِيّ.[1]

## إسلامه
أسلم قديمًا وهاجر إلى الحبشة .